# Stadio del distretto di Ünye
Lo Stadio del distretto di Ünye (in turco Ünye İlçe Stadyumu) è un impianto sportivo situato ad Ünye, capoluogo del distretto omonimo nella provincia di Ordu, in Turchia.
Usato prevalentemente per il calcio, ospita le partite dell'Ünyespor e dell'Ünye Gençlik.
L'impianto ha una capacità di 10 340 posti a sedere ed è omologato per la Süper Lig. Il campo da gioco è completamente in erba naturale e misura 65 x 105 metri.

## Caratteristiche
- Copertura: parziale (presente solo in tribuna)
- posti a sedere: 10 340
- Tribuna VIP: ?
- Tribuna stampa: ?
- Capacita totale: 10 340
- Parcheggio auto: ?
- Parcheggio autobus: ?